# متریداه
متریداه یک منطقهٔ مسکونی در امارات متحده عربی است که در فجیره واقع شده‌است. متریداه ۲۱۷ متر بالاتر از سطح دریا واقع شده‌است.